# Shokushika Wakashū
Shokushika Wakashū (続詞花和歌集?, Continuazione della Shika Wakashū), conosciuta anche come  Shoku Shikashū, è una raccolta privata di poesie waka giapponesi del tardo periodo Heian. Fu compilato da Fujiwara no Kiyosuke (1104-1177), daishin della Grand'imperatrice vedova Fujiwara no Tashi, fu compilata dopo il luglio 1165 e completata entro lo stesso anno. Doveva essere la settima antologia imperiale dopo lo Shika Wakashū, ma non fu incluso nell'elenco ufficiale delle antologie imperiali a causa della morte dell'imperatore Nijō (1143-1165), che ne aveva dato mandato.
Kiyosuke aveva compilato una selezione di poesie eccellenti fin dalla giovinezza e l'imperatore Nijō, che amava la poesia waka, gli ordinò di compilare la Shoku Shikashū, ma l'imperatore morì mentre stava apportando le correzioni e la raccolta fu completata come raccolta privata. Il padre di Kiyosuke, Fujiwara no Akisuke, compilò lo Shika-shū sotto l'ordine del Sutoku-in e ne riprese il titolo, ma la struttura della composizione tornò all'antologia imperiale di 20 volumi. Il poeta con il maggior numero di poesie fu Sutoku-in, con 19 poesie. Molte delle poesie della raccolta furono utilizzate nelle compilazioni imperiali dei periodi Senzai Wakashū e Shin Kokin Wakashū.